# Super Bowl XXXVI
La Super Bowl XXXVI fue el nombre que se le dio al partido de fútbol americano que definió al campeón de la temporada 2001-2002 de la NFL. El partido se disputó el 3 de febrero de 2002 en el estadio Louisiana Superdome de la ciudad de New Orleans. Enfrentó al campeón de la NFC St. Louis Rams y al campeón de la AFC los New England Patriots. Ganaron los New England Patriots por 20-17 y de esta manera obtuvieron su primer título de Super Bowl, después de haber perdido en las 2 ocasiones anteriores que habían llegado al partido final los años 1986 y 1997.

## Resumen del partido
Tras el primer cuarto, el equipo de los St. Louis Rams obtuvo la ventaja después de un gol de campo de 50 yardas de Jeff Wilkins. Sin embargo, la defensa de los Patriots fue agresiva y durante el segundo cuarto pudo contener a la ofensiva de los Rams, liderada por Kurt Warner. Debido a la presión defensiva, Kurt Warner fue interceptado por Ty Law, quien llevó el balón 48 yardas hasta la zona de anotación. Luego Ricky Proehl, tras un pase de Warner, soltó el balón al ser golpeado y lo recuperaron los Patriots. Tom Brady no desaprovechó el error y con un pase 11 yardas para David Patten logró estirar la ventaja a 11 puntos (14-3). En el tercer cuarto Warner volvió a ser interceptado, esta vez por Otis Smith y por medio de un gol de campo de 48 yardas de Vinatieri los Patriots llegaron al último cuarto con una diferencia de 17-3. En el último cuarto, cuando los Rams se disponían a anotar, Warner, tras una carrera y al no encontrar una línea de pase, perdió el balón a solo una yarda de la zona de anotación, Jones lo recuperó y corrió 97 yardas hasta la zona de anotación contraria, pero la jugada fue anulada por una penalización a la defensa de los Patriots. Dos jugadas después Warner, esta vez sí, corrió 2 yardas hasta la zona de anotación y dejó el marcador (tras la conversión del punto extra) 17-10 a favor de los Patriots. Cuando faltaban 1:51 minutos y sin tiempos muertos disponibles, los Rams recuperaron la posesión del balón. Esto no fue un obstáculo para la que era la mejor ofensiva de la NFL y, tras tres jugadas y menos de cincuenta segundos empataron el partido con un pase de 26 yardas de Warner a Proehl. Cuando todos pensaban que el Super Bowl se iba a decidir por primera vez en el tiempo extra, el quarterback Tom Brady, en la última posesión de los Patriots, completó una serie ofensiva en donde de 8 pases falló solo 3, llevó a su equipo hasta la yarda 30 y restando solo 7 segundos en el reloj el pateador Adam Vinatieri le dio el triunfo a los New England Patriots con un gol de campo de 48 yardas.